# Plongée en scaphandre autonome
La plongée en scaphandre autonome, plus couramment appelée plongée bouteille ou encore plongée en bouteille, est un mode de plongée sous-marine se distinguant par l'utilisation d'un scaphandre autonome permettant au plongeur d'évoluer sous l'eau de manière autonome grâce à une réserve de gaz respirable stocké généralement dans une ou des bouteilles de plongée. À l'instar de la plongée libre, elle est largement pratiquée en tant que plongée loisir.
Elle a l'avantage de ne pas nécessiter le même niveau de condition physique et d'entraînement que celui des plongeurs apnéistes ce qui a permis sa démocratisation progressive à partir des années 1970. Cette adoption par un large public, qui représente une évolution importante de la plongée loisir, a donné naissance à un secteur économique basé sur la formation, l'organisation d'activités, la location et la vente de matériel dédié. Contrairement aux apnéistes et chasseurs sous-marins, le coût de l'équipement et la logistique nécessaire rendent en effet presque indispensable le recours à une structure spécialisée dans la plongée.

## Équipement
- scaphandre autonome ;
- palmes ;
- masque ;
- outil coupant ;
- combinaison de plongée ;
- tuba, (selon les écoles le tuba est obligatoire ou considéré comme inutile, voire proscrit)
- gilet de stabilisation (ou tout autre moyen permettant une remontée en surface et de s'y maintenir à l'aide d'air comprimé), il permet aussi de fixer une ou plusieurs bouteille de plongée ;
- détendeurs principal et de secours, avec un manomètre un tuyau avec direct system ;
- ordinateur de plongée, ou à défaut un moyen pour contrôler les paramètres de plongée, tel que l'ensemble de chronomètre, profondimètre et tables de décompression) ;
- bouée de signalisation de surface, appelée "parachute de palier".

### étapes d'équipement
- passer la combinaison
- gréer : fixer le détendeur sur le bloc, raccorder le direct système, fixer la "stab" sur le bloc
- capeler (capelage : voc. maritime) ou breler (voc. terrestre) : enfiler la stab, hors ou dans l'eau, fermer et ajuster les sangles.

### Scaphandre autonome

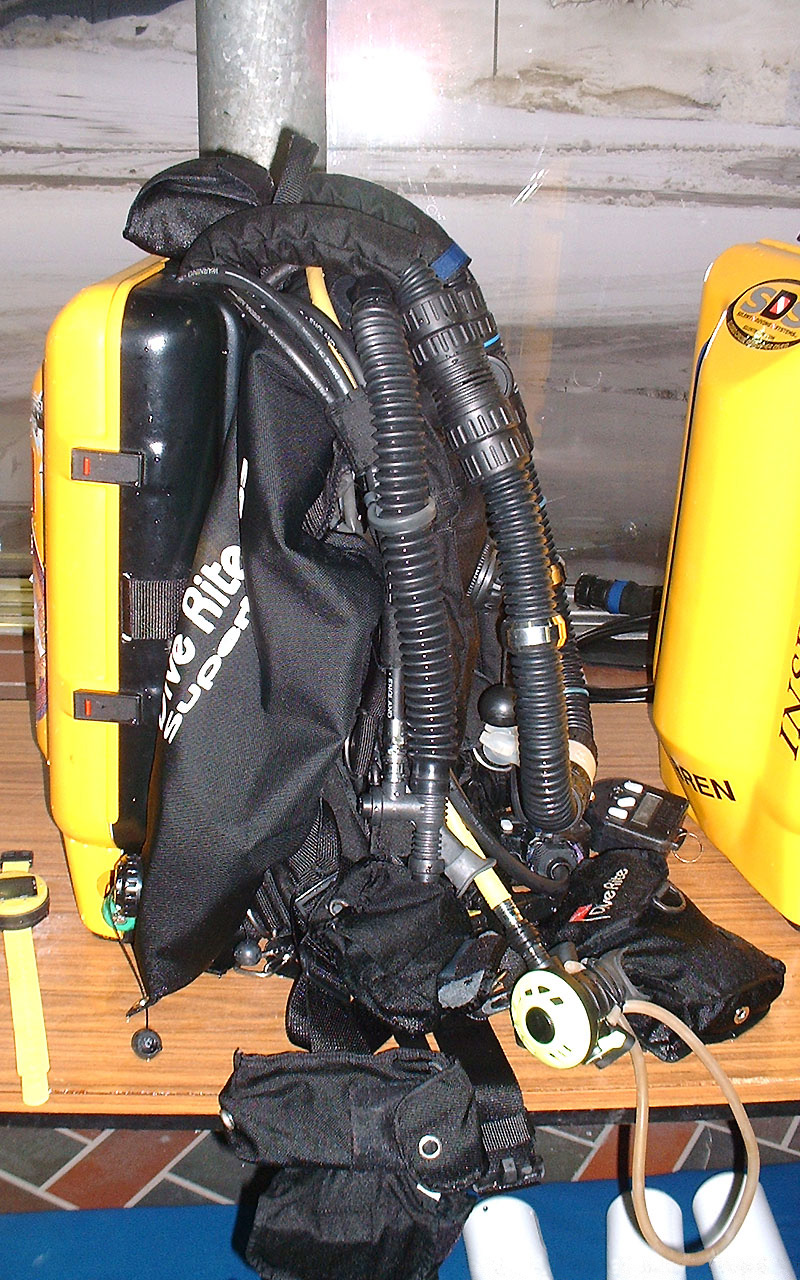
Recycleur (« Inspiration »)

Le scaphandre autonome est un dispositif individuel qui permet à un plongeur d'évoluer librement en plongée avec une réserve de gaz respirable comprimé. Un scaphandre autonome peut ainsi aussi bien fonctionner avec de l'air qu'avec d'autres mélanges respirables spécialement étudiés à cette fin (nitrox, trimix, hydreliox...) ou aussi avec un recycleur. 

### Choix des mélanges respiratoires
Les bouteilles des plongeurs peuvent contenir de l'héliair, du nitrox, du trimix, de l'hydrox, de l'héliox, de l'hydreliox, de l'air ou du dioxygène pur, suivant le type de plongée et le niveau du plongeur (voir Plongée technique). L'air est le mélange gazeux le plus utilisé de nos jours du fait de sa gratuité et de l'absence de matériel spécifique nécessaire. Le nitrox gagne du terrain, car il réduit les phénomènes de saturation et augmente ceux de désaturation (paliers requis réduits voir supprimés). La profondeur maximale atteignable sans danger est cependant réduite par l'enrichissement en dioxygène, ce qui rend le nitrox moins souple que l'air. Pour les taux d'enrichissement faibles (moins de 40 % de dioxygène), le nitrox s'utilise avec du matériel classique, sans risque selon une étude de la NASA. Pour les taux élevés d'enrichissement, on observe en outre un risque d'explosion si des graisses ou des joints inappropriés sont employées. La plongée au nitrox peut être effectuée avec un protocole de décompression conçu pour les plongées à l'air, augmentant ainsi les paliers nécessaires et donc la marge de sécurité.

### Protection thermique
Les échanges thermiques étant plus importants dans un milieu liquide, la perte calorique est relativement importante lors d'un séjour prolongé dans l'eau. Le plongeur doit donc limiter les échanges thermiques entre son corps et l'eau. Il peut utiliser pour cela :
- des combinaisons non étanches (appelées aussi combinaisons humides), la plupart du temps en Néoprène qui contient de petites bulles qui isolent du froid. Mais cet air emprisonné subit la pression ; son volume et donc le pouvoir isolant diminuent avec la profondeur. Elles peuvent être mono ou bipièce. Leur épaisseur varie de 2  à   7 mm avec la possibilité de mettre une double épaisseur dans le cas des combinaisons bipièce (donc 14 mm). L'eau pénètre entre la combinaison et la peau, prend la température du corps et sert d'isolant. Plus elle circule (lorsque le plongeur fait de nombreux et amples mouvements) moins le système est efficace.
- des combinaisons semi-étanches pour les plongées plus longues, plus profondes ou plus nombreuses (exemple : moniteurs). Les manchons (poignets et chevilles) sont plaqués ou améliorés, la(les) fermeture(s) sont étanche(s), les coutures également, ce qui fait que l'eau circule très peu, voire pas du tout.
- des combinaisons étanches pour les températures les plus basses.(moniteurs, plongée spéléo, plongée technique...) En Néoprène ou toile spécialisée. L'eau ne pénètre pas dans la combinaison, c'est l'air contenu entre la combinaison et la peau qui sert d'isolant. L'air est plus efficace que l'eau tempérée pour isoler du froid, mais il subit la pression et son volume varie donc avec la profondeur, il faut le gérer (ajouter / enlever) durant la plongée avec un système identique à celui du gilet (Stab).

Le plongeur peut perdre jusqu'à 75 % de sa chaleur corporelle par la tête en l'absence de protection thermique. Le port de la cagoule est donc indispensable.
Pour que la perte thermique soit négligeable lors d'une plongée classique (environ 1 heure) il faut que l'eau soit à une température supérieure à 32 °C.

### Ordinateur de plongée
Se présentant sous la forme de montres au poignet ou de consoles généralement accolées au manomètre, les ordinateurs de plongée sont censés remplacer l'usage des tables de plongée. Ils permettent en général de disposer en permanence des informations suivantes :
- profondeur instantanée.
- temps de plongée.
- paliers de décompression / DTR (durée totale de remontée)
- alarme de vitesse de remontée.

À cela peuvent bien sûr s'ajouter diverses options suivant les modèles :
- profondeur maximum atteinte
- vitesse de remontée.
- gestion de gaz différents de l'air : nitrox, trimix, héliox.
- manomètre intégré, relié par émetteur radio à la bouteille.
- température de l'eau instantanée, minimale.

À l'aide d'un algorithme, propre à chaque marque/modèle (tels que les modèles néo-haldaniens et le modèle RGBM), et en fonction de la profondeur, l'ordinateur va calculer les paramètres de décompression du plongeur. Ce calcul permet de déterminer d'après le profil de la plongée quelles seront les durées et profondeurs des éventuels paliers.
Si la définition d'une palanquée est : « plusieurs plongeurs ayant les mêmes caractéristiques de temps, de profondeurs et de directions lors d'une même plongée », dans la pratique, il se peut que certains membres se trouvent plus bas plus longtemps que d'autres. Leur profil de plongée sera différent, le protocole de décompression aussi.
De plus, l'aspect pratique de l'ordinateur est le calcul de la majoration automatique lors des plongées successives ou consécutives et d'adapter le calcul de décompression en conséquence.
Il mesure également la vitesse de remontée suivant son propre algorithme prédéterminé par la profondeur et signale une remontée trop rapide (au moyen de bip et de son affichage).

## Déplacement

Pavillon « Alpha », signalant un vaisseau engagé dans des opérations sous-marines, à la manœuvrabilité limitée

Le déplacement sous l'eau en plongée est assuré par les jambes. Le plongeur, dans un souci de performance et d'économie de l'effort, s'équipe de palmes.
Les palmes simples sont de deux types :
- chaussantes : la palme est dotée d'un chausson qui entoure le pied, le plongeur peut éventuellement mettre un premier chausson en néoprène pour lutter contre le froid.
- réglables : le pied doit être équipé d'un bottillon (chausson avec semelle) avant d'être mis dans la palme, et on règle le serrage ensuite.

Plusieurs types de nage existent :
- ventrale : la plus commune, le nageur se plaçant à l'horizontale, ventre orienté vers le bas.
- dorsale : utilisée souvent pour se reposer tout en continuant de nager, en surface essentiellement. L'avantage de ce type de nage est de pouvoir sortir la tête hors de l'eau facilement.
- latérale : nage sur le côté. Utilisée lors de plongée sur des tombants (falaises sous-marines, abritant le plus souvent une faune importante et caractéristique).

Dans le cadre de plongées dites dérivantes, le courant peut servir de moteur : les palanquées sont mises à l'eau en un point et récupérées par le bateau plus loin. Ces plongées sont particulièrement intéressantes car une grande distance peut ainsi être parcourue, et un grand nombre de choses peut être observé, le tout avec une dépense d'énergie minimale. Éventuellement, il est possible d'effectuer des plongées dérivantes depuis une plage, en profitant d'un renversement de courant pour revenir.
Il existe des scooters sous-marins électriques ou propulseur de plongée qui permettent le déplacement sans effort du plongeur, toutefois, ceux-ci peuvent être localement interdits.

## Flottabilité

Signale la présence de plongeur(s) sous l'eau

Utilisé par l'OTAN, il indique que des plongeurs sont en exercice

Le plongeur utilise un gilet stabilisateur (également appelé « Stab » pour « Stabilizing Jacket ») qu'il peut gonfler et dégonfler à loisir afin de faire varier son volume et, suivant le principe d'Archimède, changer son volume, donc sa flottabilité et s'équilibrer ainsi dans l'eau.
Le « Stab » dispose de 1  à   4 purges : le « direct system », qui sert aussi à la gonfler et qui est généralement branché au niveau de la clavicule gauche. La ou les autres purges sont dites « purges rapides ». La première, dite « purge basse » se trouve dans le dos, en bas à droite, la seconde, optionnelle, la « purge haute » sur l'épaule droite, la troisième, optionnelle, est aussi une « purge haute », elle est intégrée à l'inflateur, on parle de « fen-stop ». On utilise la purge qui est la plus haute pour des raisons d'efficacité
Le « stab » peut être gonflé automatiquement avec le « direct system », qui est relié au bloc et qui permet d'insuffler du gaz à partir de la bouteille. Il est également possible de le gonfler à la bouche, mais c'est en général déconseillé : pour l'hygiène (des champignons peuvent se former à l'intérieur ; cet endroit est rarement sec et désinfecté) à cause du risque d'essoufflement, et surtout à cause du risque de surpression pulmonaire ou d'ADD, y compris :
- En fin de plongée, avant de rentrer au bateau.
- Pour vider l'eau des Stabs (on gonfle complètement le Stab, on le met tête en bas et on actionne la purge haute tout en pressant le stab pour la vider).

Le Stab peut être remplacé par le BackPack, un simple support en plastique sur lequel on fixe la bouteille. Il est simplement équipé de bretelles et d'une ceinture, donc peu confortable et peu utilisé.
Le stab est généralement pourvu de poche de lestage que l'on remplit de plomb en bloc ou en sachet pour compenser la flottabilité positive en fonction de la combinaison choisie et de l'ensemble du matériel. Le plongeur peut aussi utiliser une ceinture de lestage sur laquelle on glisse les différents plombs nécessaires à une flottabilité neutre ou fixer des plombs sur sa bouteille ou entre ses bouteilles (en cas d'utilisation d'un bi-bouteille).

## Risques et contraintes physiques
Le facteur principal influant sur l'organisme humain en plongée est la pression exercée par l'eau. Celle-ci augmente avec la profondeur : le corps est soumis à une pression d'environ 1 bar à l'air libre au niveau de la mer (pression atmosphérique), mais le poids de l'eau au-dessus du plongeur immergé soumet celui-ci à une pression additionnelle d'environ 1 bar tous les 10 mètres en eau de mer et environ 0,98 bar tous les 10 mètres en eau douce.
Par exemple, à 25 mètres de profondeur, un plongeur est soumis à 3,5 bars de pression totale (1 bar de pression atmosphérique et 2,5 bars de pression hydrostatique) ; cette pression inhabituelle pour un être humain adapté au milieu terrestre provoque des phénomènes que le plongeur doit connaître et gérer sous peine de mettre sa santé ou sa vie en danger.
L'air contenu dans les différentes cavités du corps (oreille moyenne, sinus, appareil respiratoire…) voit son volume varier de manière inversement proportionnelle à la pression ambiante, suivant la loi de Boyle-Mariotte.
La perception (vision et l'audition) est modifiée sous l'eau (où le son se propage plus de 4 fois plus vite que dans l'air, et l'effet de barrière acoustique du corps humain est atténué). Certains signaux acoustiques sont bien perceptibles et repérables (plus ou moins selon la fréquence du signal, sa durée d'émission et la position de la source émettrice). Tourner la tête facilite ce repérage, et le port d'une cagoule ne le gêne pas.

### Respiration
Sous l'eau, les réflexes respiratoires sont modifiés : en effet, à la surface, l'inspiration et l'expiration sont des automatismes. Sous l'eau, le travail respiratoire est plus difficile en raison de la pression qui augmente et devient volontaire. Le mécanisme complexe qui a lieu au sein de l'alvéole est modifié, le dioxyde de carbone (CO2) devient plus difficile à évacuer, le risque d'essoufflement devient important. 

### Barotraumatismes
Les accidents dus aux variations anormales de pressions dans les organes creux sont appelés des barotraumatismes. Ceux-ci touchent les différentes cavités en contact avec l'air inspiré : oreilles, sinus, dents, intestin, mais aussi l'espace situé entre le masque et le visage et la peau en contact avec une bulle d'air emprisonnée par une combinaison (généralement une combinaison étanche).
Lors de la descente, l'air contenu dans l'oreille moyenne du plongeur est en dépression par rapport au milieu ambiant, ce qui crée une déformation du tympan. Le plongeur doit volontairement insuffler de l'air dans son oreille moyenne via les trompes d'Eustache, afin d'éviter toute déchirure ou douleur. Il existe plusieurs manœuvres d'équilibrage, la plus répandue consiste à se pincer le nez et à souffler légèrement bouche fermée (manœuvre de Valsalva). On peut également équilibrer son oreille en faisant une « béance tubaire volontaire » qui consiste à plonger « trompes ouvertes », grâce au contrôle des muscles péristaphylins qui participent à leurs ouvertures. Cette technique est difficile à pratiquer car elle nécessite une concentration cérébrale importante et un entrainement à une gymnastique musculaire qui n'est pas commune. La déglutition peut permettre d'obtenir le même résultat. L'air inspiré pénètre sans traumatisme dans la trompe d'Eustache béante pour repousser le tympan contre la pression de l'eau et ainsi l'équilibrer. Lors de la remontée le phénomène inverse se produit et l'oreille moyenne passe en surpression. La plupart du temps, aucune manœuvre d'équilibrage volontaire n'est nécessaire. Cependant, pour aider l'équilibrage, le plongeur peut utiliser la manœuvre de Toynbee.
Lors de la remontée, l'air contenu dans les poumons du plongeur se dilate. Si le plongeur n'est pas attentif et n'expire pas ou pas assez (en cas d'apnée involontaire, de panique, de remontée trop rapide…), la surpression pulmonaire ainsi créée peut entrainer des lésions graves. Il est contreproductif et dangereux d'utiliser la méthode de Valsalva à la remontée. Puisque cette dernière augmente la pression dans l'oreille moyenne, elle aggrave donc le phénomène et engendre un barotraumatisme.

### Vertige alterno-barique
Le vertige alterno-barique est dû à une différence de pression entre les deux oreilles moyennes. L’appareil vestibulaire sert à donner au cerveau des informations concernant sa position dans l’espace. Lorsqu’il y a une pression gazeuse sur la paroi de l’appareil vestibulaire, celle-ci change les informations. S’il y a une différence de pression entre les deux oreilles moyennes, le cerveau reçoit des données contradictoires qu’il ne sait pas interpréter.
Le plongeur a donc un vertige, souvent passager de 30 secondes à quelques minutes, qui peut entraîner des complications en cas de panique. Il perd en effet tout repère spatial, et ne peut pas dans l’eau se réorienter sur des repères visuels.
La différence de pression entre les deux oreilles moyennes est souvent due à une manœuvre de Valsalva (injection d’air à partir de la gorge vers la trompe d’Eustache) mal exécutée, ou alors à une trompe d’Eustache peu perméable à l’air.
À la remontée, l'encombrement d'une des trompes d'Eustache peut entraîner d'importants vertiges et une sérieuse désorientation alors que la descente s'est passée sans encombre. Il faut alors généralement demander assistance et redescendre légèrement pour permettre de rééquilibrer les oreilles et faire passer le vertige.

### La toxicité des gaz
Le troisième effet de l'augmentation de la pression sur le plongeur concerne l'impact des gaz respirés sur l'organisme.
Pour les pressions rencontrées en plongée sous-marine, les gaz respirés se comportent comme des gaz parfaits, et obéissent donc à la loi de Dalton. Il est ainsi possible d'utiliser la notion de « pression partielle » pour un gaz respiré. Par exemple, étant donné un plongeur respirant de l'air (environ 80 % de diazote, 20 % de dioxygène) à 20 mètres de profondeur (soit une pression totale de 3 bars), la pression partielle de diazote respiré est de 2,4 bars (80 % de 3 bars), et celle du dioxygène est de 0,6 bar (20 % de 3 bars). L'effet physiologique d'un gaz dépend de sa pression partielle, qui elle-même dépend de la pression absolue (donc de la profondeur) d'une part, et de la proportion du gaz dans le mélange respiré par le plongeur d'autre part.
L'augmentation de la pression partielle (Pp) a des effets différents en fonction du gaz.

#### Le dioxygène
Le dioxygène (O2), pourtant indispensable à la survie du plongeur, devient toxique avec l'augmentation de sa pression partielle. Cet effet nommé hyperoxie est dû à la toxicité neurologique du dioxygène à partir d'une pression partielle de 1,6 bar. Il soumet le plongeur à un risque de crise hyperoxique (effet Paul Bert) et donc de perte de connaissance conduisant à la noyade. D'autre part, une exposition prolongée (plusieurs heures) à une pression partielle d'O2 de plus de 0,6 bar peut provoquer des lésions pulmonaires de type inflammatoire (effet Lorrain Smith).
Toutefois en mélange avec du diazote, par exemple, c'est au-delà de 2 bars de pression partielle que la toxicité du dioxygène se révèle.

#### Les gaz inertes
Les gaz inertes (diazote, mais aussi hélium, dihydrogène, argon, etc.), outre leur rôle évoqué dans l'accident de décompression, ont des propriétés narcotiques à partir d'une certaine pression partielle. Le pouvoir narcotique dépend de la nature du gaz : l'argon et le diazote sont très narcotiques, de même que le dihydrogène à en croire la Comex, l'hélium l'est beaucoup moins. La narcose à l'azote peut débuter dès 3,2 bars de pression partielle (soit 30 mètres de profondeur en respirant de l'air), et devient très dangereuse au-delà de 5,6 bars de pression partielle (60 mètres). Les réflexes s'amenuisent, l'esprit s'engourdit ; les facultés de jugement du plongeur sont altérées, au point de provoquer euphories, angoisses et comportements irraisonnés pouvant conduire à l'accident (on parle ainsi d'ivresse des profondeurs). C'est cette toxicité qui fixe la limite de pratique de la plongée à l'air à 60 mètres pour tous.
À plus grande profondeur, la perte de connaissance survient inévitablement.
La diminution de la pression partielle du gaz narcotique entraine immédiatement la disparition de ces symptômes, sans autres séquelles (un plongeur narcosé peut ainsi se soustraire aux symptômes simplement en remontant de quelques mètres).
La narcose est un phénomène complexe encore mal connu qui dépend de la nature du gaz, de sa masse moléculaire et de sa solubilité dans les liquides. On soupçonne également le rôle du CO2.
Les conséquences peuvent être très variables d'une plongée à l'autre, et dépendent de facteurs favorisant tel que :
- état général
- forme physique
- froid
- stress
- pressions partielles des autres gaz : O2, CO2 (selon certaines théories)
- sensibilité individuelle
- habitude (accoutumance)

En fonction de la profondeur à atteindre, l'utilisation d'un « mélange » qui comporte de l'hélium (trimix, héliox, heliair…) permet de diminuer les effets de la narcose ainsi que les durées de décompression. D'autre part, il permet également de plonger à des profondeurs plus importantes.
Il est aussi possible d'utiliser des mélanges dioxygène diazote comportant moins de 80 % de diazote en y ajoutant du dioxygène, on parle de mélanges suroxygénés.
Ces mélanges sont appelés Nitrox (de la contraction en anglais de nitrogen, l'azote, et d'oxygen, l'oxygène).
Les mélanges Nitrox jusqu'à 40 % de dioxygène permettent de limiter la saturation des tissus en diazote lors de la plongée et sont utilisés de plus en plus couramment en plongée loisir en lieu et place de l'air.
Ces mélanges sont distingués en fonction du pourcentage d'oxygène utilisé et du complément en azote : Nitrox 40 - 40 % O2 et 60 N2.
Compte tenu des problèmes de toxicité de l'oxygène, l'utilisation des mélanges suroxygénés impose une limitation de la profondeur de plongée : par exemple Nitrox 32 - profondeur maximale 33 m pour 1,4 bar de PpO2 (valeur usuelle), profondeur maximale 40 m pour 1,6 bar de PpO2 (valeur maximale recommandée par les organismes de formation).
Les nitrox avec plus de 40 % de dioxygène sont généralement utilisés pour accélérer la désaturation des tissus en gaz inertes durant les paliers de décompression voire en surface, principalement par des plongeurs professionnels ou pour des plongées techniques.
L'hélium respiré à plus de 10  à   15 bars de pression partielle (au-delà de 120 mètres de profondeur environ selon le mélange utilisé) présente une autre forme de toxicité : le syndrome nerveux des hautes pressions (SNHP).

#### Le dioxyde de carbone
Il existe également une intoxication au dioxyde de carbone (CO2) appelée « essoufflement ». Elle peut survenir si la ventilation n'est pas suffisante, c'est pourquoi le plongeur évite tout effort (palmage vigoureux…) et doit, lors de l'apparition d'un essoufflement, réaliser des expirations longues afin de « chasser » le plus de CO2 possible. D'autre part ce phénomène d'essoufflement est largement aggravé par la profondeur, aggravation notamment liée aux pressions partielles. Un essoufflement à grande profondeur déclenche souvent une narcose associée, avec parfois perte de conscience, car l'augmentation de la ventilation pulmonaire provoquée par l'essoufflement provoque une augmentation très importante de la quantité de diazote absorbée.

### La décompression
L'augmentation de la pression ambiante cause la liquéfaction des gaz, et augmente donc leur solubilité dans les fluides.
Lorsqu'un gaz se trouve en contact avec un liquide, il va s'y dissoudre progressivement jusqu'à atteindre une limite proportionnelle à la pression et dépendant des caractéristiques du gaz et du liquide en matière de solubilité, suivant la loi de Henry. Si la pression augmente, de plus en plus de gaz se dissout dans le liquide. Si la pression diminue doucement, du gaz reflue vers la limite du liquide sous forme dissoute ou de micro-bulles. Si la pression diminue très rapidement, le gaz s'échappe de manière explosive et forme des bulles au sein du liquide (exemple de la bouteille de soda au moment de l'ouverture).
Le corps humain est essentiellement constitué de liquide, et est donc soumis au même phénomène d'absorption et de restitution des gaz. Seuls les gaz inertes (diazote, hélium, dihydrogène…), non métabolisés par l'organisme, sont impliqués dans ce mécanisme pathologique. Le comportement du dioxygène et du gaz carbonique (dioxyde de carbone) obéit à des mécanismes physiologiques supplémentaires, qui font que ces gaz ne posent pas de problème du point de vue de la dissolution.
Lors de l'immersion, les gaz inertes diffusent dans le corps du plongeur (sang et tissus) et s'accumulent progressivement, et ce d'autant plus que la profondeur et la durée de la plongée augmentent. Lors de la remontée, si la pression baisse trop rapidement - comme pour la bouteille de soda ouverte brusquement - des bulles pathogènes vont atteindre une taille critique dans l'organisme. Suivant la localisation de leur apparition, ces bulles peuvent entraîner notamment des accidents circulatoires, des paralysies, des douleurs articulaires, que l'on regroupe sous le terme d'accidents de décompression (ADD). Si les vaisseaux sanguins au bas de la moelle épinière sont encombrés, il peut y avoir mort par anoxie de celle-ci, donc paraplégie. Le cerveau est aussi très sensible. L'enjeu pour le plongeur est de remonter suffisamment doucement pour que les bulles formées soient suffisamment petites pour être asymptomatiques.
Ces phénomènes ont été modélisés empiriquement, afin de proposer au plongeur des procédures de décompression en fonction de sa plongée. Ces procédures limitent la vitesse de remontée (entre 6  et   18 mètres par minute en fonction des procédures), et imposent des paliers (des temps d'attente sans remonter). Les procédures de décompression sont soit décrites sous forme de tables, soit implantées dans un ordinateur de plongée, soit dans des logiciels de simulation et ont fait l'objet de validations statistiques sur des populations de plongeurs. Ces procédures sont aujourd'hui fiables, et les accidents de décompression surviennent essentiellement à la suite d'un non-respect des procédures ou à une utilisation d'un protocole en dehors de son domaine de validité.
Toutefois, à ce jour, personne ne peut proposer de modèle satisfaisant permettant d'expliquer la décompression d'un plongeur. La recherche s'oriente actuellement sur l'évolution des « micro-bulles » dans le corps du plongeur, avec des résultats intéressants et une évolution vers des procédures de décompression plus optimisées, en diminuant le temps de décompression sans en dégrader la sûreté.

#### Danger de prendre l'avion
Il est dangereux de prendre un avion dans les heures qui suivent une plongée pour éviter un accident de décompression potentiel. En effet, l'accident de décompression survient quand les micro-bulles circulantes atteignent une taille critique. Les protocoles de décompression sont conçus pour permettre de remonter et d'émerger en frôlant cette taille. L'intérieur d'un avion de ligne n'étant pressurisé en altitude qu'à environ 0,8 fois la pression atmosphérique au niveau de la mer (soit ~0,8 bar, correspondant à une altitude d'environ 2 200 m), le risque existe alors de voir le différentiel de pression (ambiante - interne aux tissus) dépasser la valeur critique, ce qui risque d'entraîner un accident.
Pour les mêmes raisons, il est déconseillé de monter rapidement en altitude après une plongée. Il est fortement conseillé de laisser un délai pouvant atteindre 24 heures.